# 甲斐国供養帳
『甲斐国供養帳』（かいのくにくようちょう）は、高野山成慶院に所蔵されている供養帳（過去帳）。別称に甲州月牌帳。成慶院は高野山の子院のひとつで、高野山諸院のうち引導院とともに甲斐武田氏と師檀関係をもち、武田氏に関する多くの史料を伝世している。

## 概説
室町・戦国期には戦国大名や国衆など地域権力の伸長とともに高野山諸院は地域権力の高野山参詣に際して独占的に宿坊を提供し、追善供養や逆修供養を引き受けた。こうして高野山は旦那場を形成して勢力を広め、高野山成慶院では甲斐守護武田氏のほか保科氏や大内氏、秋月氏ら諸大名家と師檀関係をもっている。成慶院など諸院が諸大名家の供養に際して作成された過去帳・供養帳は重書として伝世しており、甲斐武田氏では引導院過去帳などが伝世している。
『甲斐国供養帳』は武田家過去帳とは別に国単位で作成された供養帳で、成慶院に伝世する重書のひとつ。2006年に丸島和洋により紹介され、戦国期から近世初頭までの人物の追善供養・逆修供養が記録されており、複数冊が伝世している。特に駒井高白斎や両角虎光(室住虎光)、飯富虎昌や市川昌房など多くの武田家臣の没年や武田家中に関する事件のほか、甲府城下町の街路に関する知見など、多方面で活用されている。